# José Adolph
José B. Adolph (Stuttgart, 1933-Lima, 20 de febrero de 2008) fue un escritor y periodista peruano, de origen alemán.

## Biografía
José B. Adolph nació en Stuttgart en la entonces República de Weimar en 1933. Su familia se trasladó a Perú cuando él tenía 5 años. Fue un escritor y periodista peruano, habiendo trabajado en diversos periódicos del momento y recibiendo el título de honores de la Universidad de San Marcos.  Su obra más conocida Mañana Las Ratas, novela de ciencia ficción nacional e internacionalmente reconocida. 
Durante la dictadura del general Juan Velasco Alvarado fue parte de la Dirección de Difusión de la Reforma Agraria junto a otros intelectuales como Mirko Lauer y Jesús Ruiz Durand
Se le considera uno de los escritores más prolijos de la ciencia ficción peruana y latinoamericana del siglo XX. En 1983, recibió el Primer Premio de la Municipalidad de Lima. También, en ese año él ganó el Primer Premio en el concurso del «Cuento de 1000 Palabras» que le otorgó la revista «Caretas». 
Colaborador de la Revista Caretas, Ajos & Zafiros y de muchas publicaciones literarias.
Estuvo casado con Maria Inés Uribe Viani y tuvo 4 hijos.
Falleció en Lima, la mañana del 20 de febrero del 2008, siendo sus restos cremados por la tarde del mismo día y sus cenizas las conservan su familia.

## Obras

### Cuentos
- El retorno de Aladino (1968)
- Hasta que la muerte (1971)
- Nosotros, No (1983)
- Invisible para las fieras (1972)
- Cuentos del relojero abominable (1973)
- Mañana fuimos felices (1974)
- Un dulce horror (1989)

- Diario del sótano (1996)
- La batalla del café  (1984)
- Los fines del mundo (2003)
- Es sólo un viejo tren (2007)

```
 " el payaso plin plin se pincho la nariz " (2007)
```

### Novelas
- La ronda de los generales (1973)
- Mañana, las ratas (1984)
- Dora (1989)
- Trilogía novelística en un volumen: “De mujeres y heridas”. Contiene “Ningún Dios”, “Especulaciones sobre otro Barco” y “La Profunda Maldad del Universo”. (Lima, 2000).
- La Verdad sobre Dios y JBA (Lima, 2001)
- Un ejército de locos (Lima, 2003).
- La bandera en alto (Lima, 2009)

## Obra publicada en antologías
- 17 fantásticos cuentos peruanos (Selección de Gabriel Rimachi Salier y Carlos Sotomayor), Lima, Editorial Casatomada, 2008;[2]

## Premios y reconocimientos
- 1977: Primer premio, Teatro Universitario San Marcos.
- 1978: Mención concurso de cuento Puebla, Médicos.
- 1979:
  - Primer premio, Teatro Universitario San Marcos.
  - Mención, concurso de cuento Copé.
- 1981: 2° premio, concurso de cuento Copé.
- 1982:
  - 2° premio, concurso de cuento Municipalidad de Lima.
  - Primer premio novela, Municipalidad de Lima.
  - 2° premio cuento, Municipalidad de Lima.
- 1983:
  - 3° premio, cuento, Municipalidad de Lima.
  - 3° premio novela, Municipalidad de Lima.
  - Mención teatro, U. San Marcos.
  - Primer premio, concurso de cuentos de 1000 palabras, rev. “Caretas”.
- 1985:
  - 3.er premio, concurso 1000 palabras.
  - Mención, concurso de teatro Manuela Ramos.
  - Mención cuento, Copé.
- 1987: 2 menciones, concurso 1000 palabras.
- 1990: 2° premio, concurso de cuento Copé.
- 1991: Mención concurso 1000 palabras.
- 1993:
  - Mención concurso de crónicas sobre España, revista “Sí”.
  - Primer premio, concurso de libro de cuentos (Diario del sótano), Studium-Solarmonía.